# Emil Kolkus
Emil Kolkus (9. května 1952 Jasenica – 20. dubna 2023) byl slovenský fotbalista, záložník.

## Fotbalová kariéra
Začínal v Jasenici, jako dorostenec přišel do ZVL Považská Bystrica, kde hrál i dva roky před vojnou za A-tým. V československé lize hrál za Duklu Banská Bystrica. V lize nastoupil ve 147 utkáních a dal 23 gólů. Za olympijskou reprezentaci nastoupil v 1 utkání.

## Ligová bilance
| Ročník                                        | Zápasy | Góly | Minuty | Klub                     |
| --------------------------------------------- | ------ | ---- | ------ | ------------------------ |
| 2. československá fotbalová liga 1971/1972    | -      | -    | -      | TJ ZVL Považská Bystrica |
| 2. československá fotbalová liga 1972/1973    | -      | -    | -      | TJ ZVL Považská Bystrica |
| 2. československá fotbalová liga 1973/1974    | -      | -    | -      | Dukla Banská Bystrica    |
| 2. československá fotbalová liga 1974/1975    | -      | -    | -      | Dukla Banská Bystrica    |
| 1. československá fotbalová liga 1977/1978    | 30     | 1    | 2584   | Dukla Banská Bystrica    |
| 1. československá fotbalová liga 1978/1979    | 30     | 10   | 2700   | Dukla Banská Bystrica    |
| 1. československá fotbalová liga 1979/1980    | 30     | 4    | 2666   | Dukla Banská Bystrica    |
| 1. československá fotbalová liga 1980/1981    | 28     | 4    | 2418   | Dukla Banská Bystrica    |
| 1. československá fotbalová liga 1981/1982    | 29     | 4    | 2590   | Dukla Banská Bystrica    |
| 2. slovenská národní fotbalová liga 1982/1983 | -      | -    | -      | ZVL Považská Bystrica    |
| 2. slovenská národní fotbalová liga 1983/1984 | -      | -    | -      | ZVL Považská Bystrica    |
| 1. slovenská národní fotbalová liga 1984/1985 | 29     | 1    | -      | ZVL Považská Bystrica    |
| 1. slovenská národní fotbalová liga 1985/1986 | 29     | 1    | -      | ZVL Považská Bystrica    |
| CELKEM 1. liga                                | 147    | 23   | 12958  |                          |